# Hertog van Västergötland

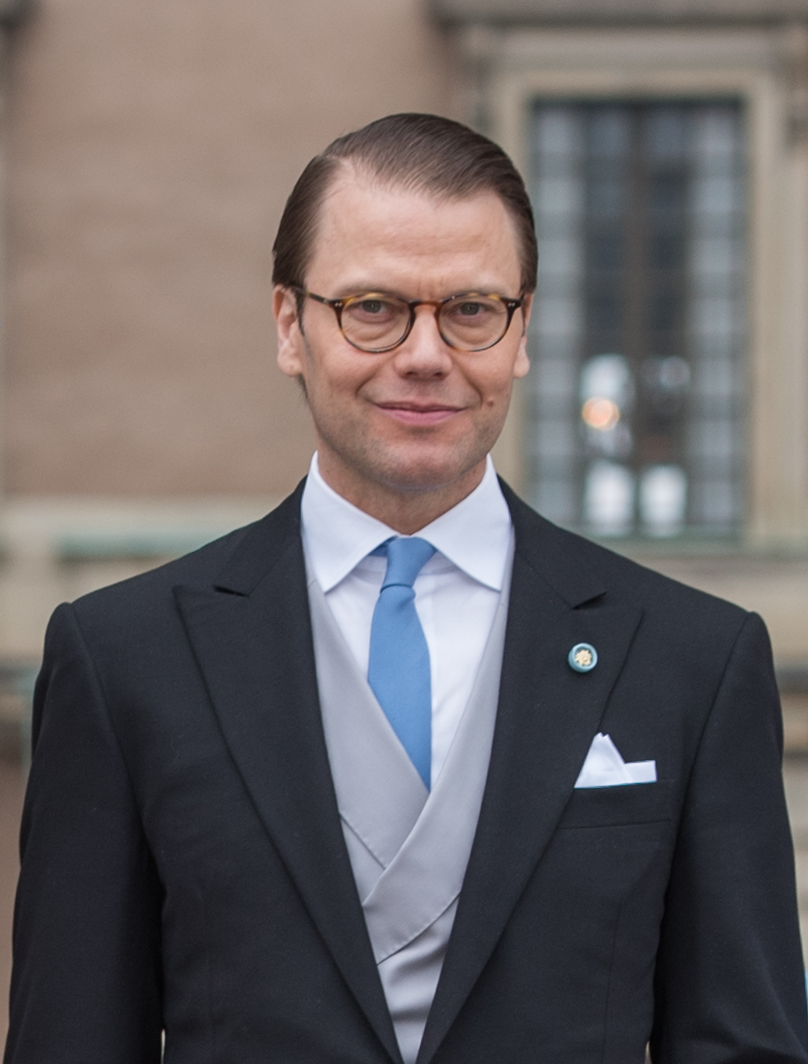
Z.K.H. Prins Daniel, Hertog van Västergötland

Het wapen van Daniel Hertog van Västergötland. De leeuw "van het een in het ander" in sinister en goud in het derde kwartier is het wapen van Västergötland

Het Hertogdom Västergötland is een van de dynastieke titels die de Zweedse koning ter beschikking staan om aan zijn familieleden te verlenen. Op 19 juni 2010 werd de schoonzoon van de Zweedse monarch, Daniel van Zweden, echtgenoot van de Zweedse kroonprinses Victoria,  
Hertog van Västergötland.

## Hertogen van Västergötland
Karel van Zweden (1861-1951) was Hertog van Västergötland.
Victoria van Zweden werd in 1980 Hertogin van Västergötland
Daniel Westling in 2010 verheven tot Hertog van Västergötland.